# Alexander Vogt (Politiker, Oktober 1978)
Alexander Vogt (* 14. Oktober 1978 in Halle (Saale)) ist ein parteiloser deutscher Kommunalpolitiker und seit dem 26. März 2025 Oberbürgermeister der Stadt Halle (Saale).

## Leben und Wirken
Alexander Vogt wuchs in Halle-Neustadt auf. Er schloss die Schule mit dem Realschulabschluss ab und erlernte danach den Beruf eines Kaufmanns für Bürokommunikation. Auf dem zweiten Bildungsweg erwarb er 2001 das Abitur und studierte bis 2008 an der Albert-Ludwigs-Universität Freiburg (mit Auslandsaufenthalten in Straßburg und Montreal) im Fach Geographie mit den Nebenfächern Wirtschaft und Ethnologie. Seine Magisterarbeit wurde mit dem Europäischen Friedrich-List-Preis der Deutschen Verkehrswissenschaftlichen Gesellschaft ausgezeichnet.
Parallel zu einer Anstellung im Verband Deutscher Verkehrsunternehmen als Büroleiter der Hauptgeschäftsführerin Claudia Langowsky schrieb er von 2009 bis 2011 seine Doktorarbeit zu einem verkehrsplanerischen Thema. Nach der Promotion an der Universität Freiburg arbeitete Vogt von 2012 bis 2020 als Büroleiter des polnischen sozialdemokratischen EU-Abgeordneten Bogusław Liberadzki, der 2017–2019 einer der Vize-Präsidenten des Europäischen Parlaments war. Ab 2020 arbeitete er als Gymnasiallehrer für Wirtschaft, Sozialkunde und Geographie am Elisabeth-Gymnasium Halle (Saale).
Nach seiner Rückkehr nach Halle (Saale) im Jahr 2020 gründete Vogt im Juni 2022 die Europa-Union Sachsen-Anhalt. und war von 2024 bis 2025 ihr Landesvorsitzender. Von 2020 bis 2025 war er zudem Vorsitzender des Fördervereins des Zweiten Bildungsweges Halle (Saale). Im Jahr 2022 gründete er den Freundeskreis Halle–Haifa, dessen Co-Vorsitzender er bis 2025 war. Für sein ehrenamtliches Engagement wurde er 2022 sowie 2024 für den Bürgerpreis der Stadt Halle (Saale), Der Esel der auf Rosen geht, nominiert.
Vogt war in der Vergangenheit Parteimitglied der SPD. Nach rund einjähriger Parteimitgliedschaft in der CDU bewarb sich Alexander Vogt 2024 um einen Landeslistenplatz bei der Europawahl. Im Anschluss bemühte sich Vogt um eine Nominierung als Kandidat zur Wahl des Oberbürgermeisters von Halle. Da er von seiner Partei zugunsten von Kerstin Godenrath nicht nominiert wurde, trat er im Anschluss als parteiloser Kandidat an. Dies resultierte im Ausschluss Vogts aus der CDU-Stadtratsfraktion und seiner Entscheidung zum Parteiaustritt.
Im ersten Wahlgang der Wahl zum Oberbürgermeister der Stadt Halle kam Vogt mit 19,1 Prozent der Stimmen auf den zweiten Platz und qualifizierte sich damit für die Stichwahl gegen Egbert Geier (SPD). Dieser führte seit April 2021 stellvertretend für den suspendierten Bernd Wiegand die Amtsgeschäfte des Oberbürgermeisters. Die meisten im Stadtrat vertretenen Parteien empfahlen die Wahl Geiers, nur die AfD sprach sich für Vogt aus. Letzterer gewann im zweiten Wahlgang am 23. Februar 2025 mit einem Stimmenanteil von 51,8 %. Dem Politikwissenschaftler Christian Stecker zufolge schnitt Vogt besonders stark in Stadtteilen ab, die bei der vorangegangenen Bundestagswahl Hochburgen der AfD gewesen waren, namentlich in Neustadt und Silberhöhe. Nach seinem Amtsantritt als Oberbürgermeister der Stadt Halle (Saale) trat Vogt von allen ehrenamtlichen Funktionen zurück.
Alexander Vogt wurde am 26. März 2025 vor dem Stadtrat als Oberbürgermeister der Stadt Halle vereidigt und trat im Anschluss das Amt an.